# Plaza Merdeka (Kuala Lumpur)

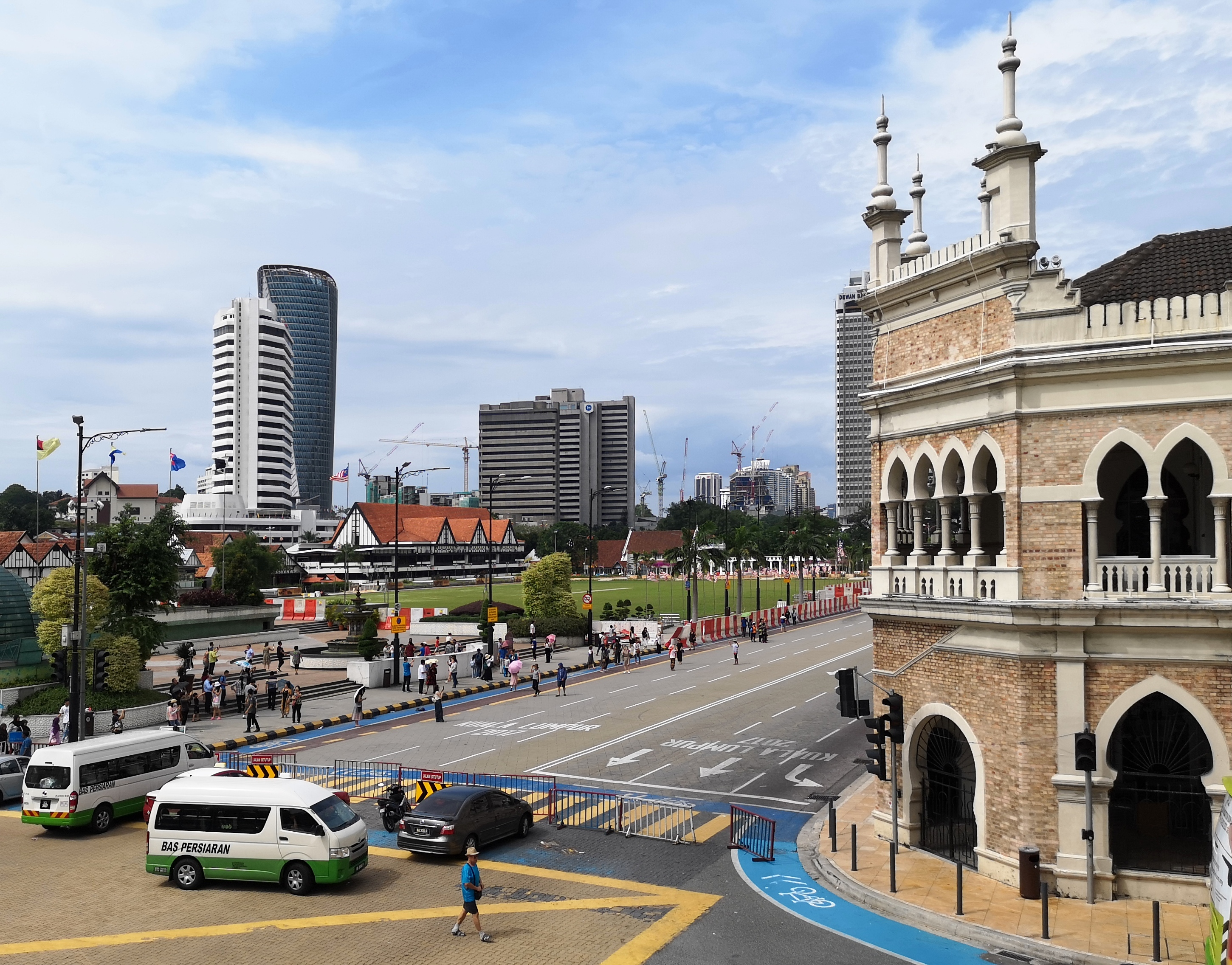
La Plaza Merdeka en el centro de Kuala Lumpur

La plaza Merdeka (o Dataran Merdeka, jawi: داترن مرديک) es una plaza situada en Kuala Lumpur, Malasia, frente al Edificio Sultán Abdul Samad. Fue en esta plaza donde se bajó la Union Flag y se izó la bandera de Malasia por primera vez en la medianoche del 31 de agosto de 1957. Desde entonces, la Plaza Merdeka ha sido el lugar usual de celebración del anual Desfile Merdeka (Desfile del Día Nacional).

## Historia
Literalmente Plaza de la Independencia, era conocida anteriormente como el Selangor Club Padang o simplemente "Padang" y era el campo de cricket del Selangor Club (en la actualidad Royal Selangor Club).
El Edificio Sultán Abdul Samad, que domina majestuosamente la plaza, es uno de los monumentos más importantes construidos por los británicos. Diseñado por A. C. Norman e inspirado en la arquitectura mogol de la India, este edificio fue completado en 1897 y albergaba la Secretaría del Estado de Selangor y posteriormente el Tribunal Supremo antes de ser abandonado durante varios años. En la actualidad contiene el Ministerio de Patrimonio, Cultura y Artes.
El campo en los alrededores de la plaza se renombró oficialmente 'Dataran Merdeka' el 1 de enero de 1990 en conjunción con el Visit Malaysia Year 1990.
La Plaza Merdeka fue la línea de salida de The Amazing Race Asia 1.
El 31 de agosto de 2007, el primer ministro Abdullah Ahmad Badawi gritó '¡Merdeka!' en las celebraciones de media noche, donde miles de malasios celebraron los cincuenta años del país.

## Alrededores
Alrededor de la plaza hay muchos edificios de interés histórico. Junto a la plaza está el Edificio Sultán Abdul Samad, actualmente la oficina del Ministerio de Información, Comunicación y Cultura de Malasia. Al otro lado de la plaza está el famoso Complejo del Royal Selangor Club, construido en 1884 como un lugar de encuentro para los miembros de alto rango de la sociedad colonial británica. Al sur está el antiguo Museo Nacional de Historia, que albergaba una gran colección de objetos históricos. Esta colección se ha trasladado recientemente al Museo Nacional. Al norte está la Catedral Anglicana de Santa María, sede de la Diócesis y el Obispo de Malasia Occidental.
Un mástil de bandera de 95 metros de altura, uno de los más altos del mundo, marca ese punto con una placa redonda de mármol negro. Está situado en el lado sur de la plaza. Cerca está la original Estación de Trenes de Kuala Lumpur, que todavía está en funcionamiento, aunque el centro de operaciones principal se ha trasladado recientemente a KL Sentral en 2001.
|                         |
| La bandera por la noche |

|                               |
| Una placa en la Plaza Merdeka |

|                        |
| Una fuente en la plaza |